# Front pour la libération des prisonniers politiques bretons
Le Front pour la libération des prisonniers politiques bretons (FLPPB) a vu le jour pour sa première action le 26 octobre 2001, en réponse à la prolongation de la détention provisoire de militants politiques bretons présumés appartenir à l'ARB. Ce groupe souhaitait soulever ce problème d'emprisonnement par des actions non-violentes (à l'image des DEMOS au Pays basque).

## Revendications
La principale revendication était la libération immédiate des prisonniers politiques bretons.

## Actions
Elles s'étendaient sur tout le territoire breton (5 départements) avec des actions également hors-Bretagne, comme dans les villes ou étaient maires Jean-Pierre Raffarin ou Roselyne Bachelot-Narquin. Leurs actions allaient du cadenassage de gendarmeries, aux taguages de permanences de partis politiques français, en passant par le dérobage de panneaux signalétiques ou le déversement de fumier.
- 2001
  - 26 octobre 2001, Première action du FLPPB, 40 bâtiments officiels enchaînés.
  - 27 décembre 2001, 15 locaux tagués, le FLPPB revendique.

- 2002
  - 15 février 2002, 8 permanences parisiennes ainsi que enchaînées, revendication FLPPB.
  - 15 mars 2002, FLPPB revendique le déversement de dizaines de kilos de fumier pendant l'inauguration du local de soutien à Jean-Pierre Chevènement.
  - 28 mars 2002, Action à Fougères, FLPPB.
  - 9 novembre 2002, Des militants bretons « visitent » la ville de JP Raffarin, revendication FLPPB.
  - 21 décembre 2002, le FLPPB visite la ville de R. Bachelot.

- 2003
  - 29 janvier 2003, Le FLPPB rend les panneaux.